# Réseau ferré d'Odessa
Réseau ferré d'Odessa est le gestionnaire et l'exploitant du réseau ferroviaire ukrainien pour la partie sud/ouest du pays.

## Histoire
La compagnie recouvre la gestion dans les subdivisions territoriales : oblast d'Odessa, oblast de Mykolaïv, oblast de Kherson, oblast de Tcherkassy, oblast de Vinnytsia et oblast de Kirovohrad.

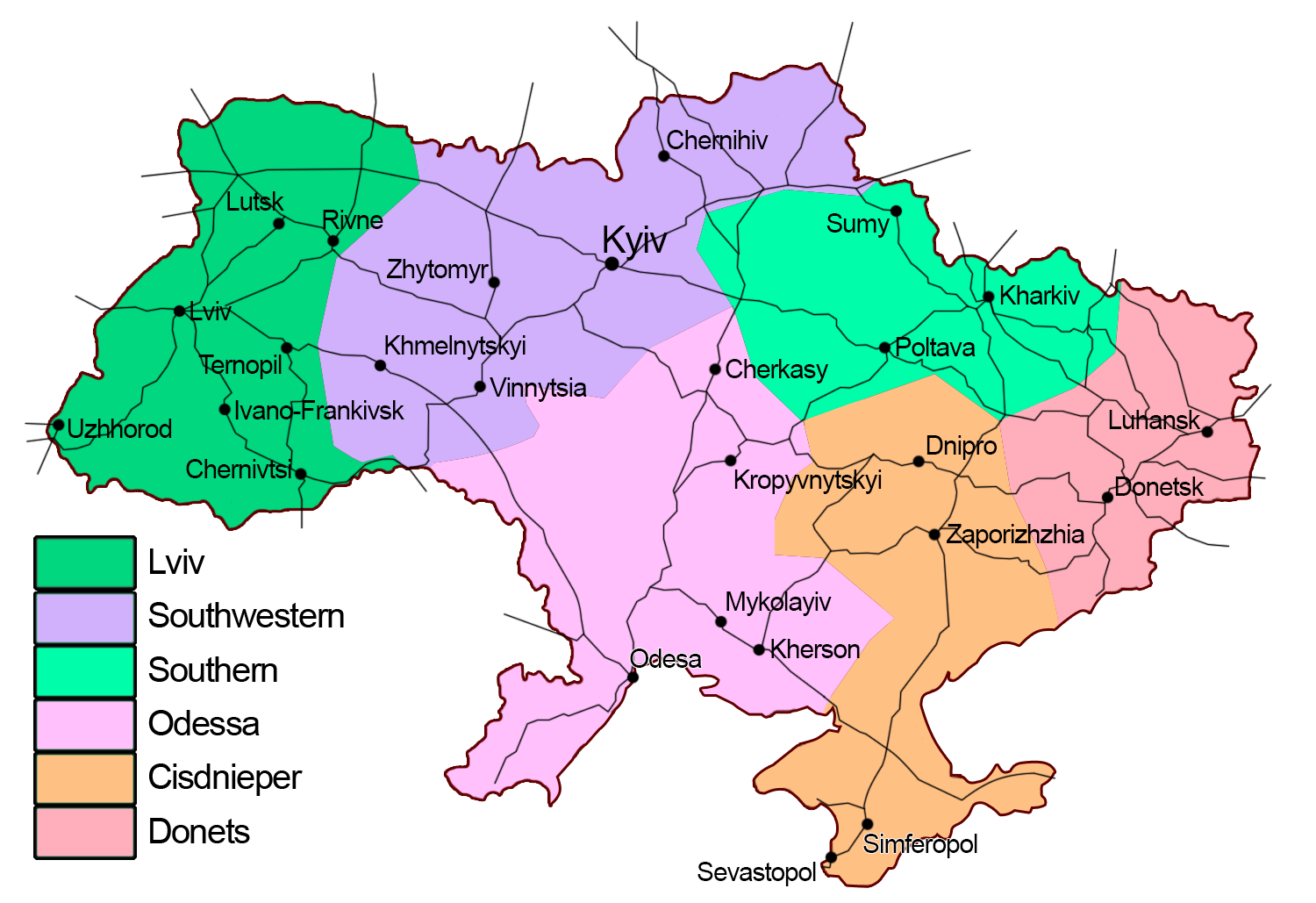
Le réseau ferré dans celui de l'Ukraine.

Le réseau ferré est issu de la charte de la société ferroviaire Odessa-Kiev, approuvé par l'empereur Alexandre II le 11 mars 1863. A sa création elle comprenait les branches Odessa à Birsoy et la branche Rozdilna à Koutchourhan. En 1870 le réseau est relié au Chemin de fer Kiev-Baltique.
En 1992 elle devint une part de "Ukrzaliznytsya".

### Chemin de fer à voie étroite
La voie Rudnytsia-Golovanisk de 130 km fonctionne sur une voie de 750 mm d'écartement ; il est démantelé en 2001.